# Aidi de Jin
Aidi de Jin ou Aidi foi um Imperador Chinês da Dinastia Jin Ocidental (265-420), conhecida por Período de Desunião. Reinou entre 362 e 365, foi antecedido no trono pelo imperador Mu Di, e seguido pelo Imperador Hai Xi Gong.